# Emil Kautzsch
Emil Friedrich Kautzsch (født 4. september 1841 i Plauen, død 7. maj 1910 i Halle) var en tysk protestantisk teolog, far til kunsthistorikeren Rudolf Kautzsch. 
Efter teologiske studier i Leipzig og nogle års virksomhed som gymnasielærer habiliterede han sig 1869 som privatdocent sammesteds, blev 1871 ekstraordinær professor, flyttede det følgende år til Basel som ordentlig professor i gammeltestamentlig eksegese, kom 1880
til Tübingen og 1888 til Halle, hvor han virkede i samme Egenskab til kort før sin Død. Mest
kendt er K. blevet ved den videnskabelige Oversættelse af det gl. Test., som han 1890—94
besørgede i Forening med en Rk. Fagfæller; den viste sig at være et overordentlig nyttigt
Hjælpemiddel og udkom 1909—10 i tredje Oplag. Et meget værdifuldt Supplement, ligeledes under
hans Redaktion, fulgte 1900, nemlig: »Die Apokryphen und Pseudepigraphen des Alten
Testaments« I—II; især for den nytestamentlige Forskning fik dette Værk overordentlig stor
Bet., fordi det i tysk Oversættelse, altsaa i en for alle Teologer let tilgængelig Form, gengav
en Rk. Skr, som var af den allerstørste Vigtighed for Forstaaelsen af senjødisk Fromhedsliv.
Af Gesenius’ bekendte Hebraiske Grammatik besørgede K. 22.—28. Opl. og omarbejdede
efterhaanden helt dette Værk; han er endvidere Forf. til »Grammatik des Biblisch-Aramäischen«
(1884) og »Die Aramaismen im Alten Testament« I (1902) samt forsk. mindre, populære
Skr: »Die bleibende Bedeutung des Alten Testaments« (1902), »Die Poesie und die poetischen
Bücher des Alten Testaments« (1902) o. fl., hvori han med Held søgte at frugtbargøre den
moderne videnskabelige Betragtning af det gl. Testamente for det praktisk-religiøse behov.
Efter hans død (1911)udkom Biblische Theologie des Alten Testaments, besørget af sønnen Karl Kautzsch (1873-1938).